# Maurice Henri Decourcelle
Maurice Henri Decourcelle (París, 11 d'octubre de 1815 - [...?], 13 de setembre de 1888) fou un pianista i compositor francès.
Fou deixeble d'Henri Herz, el qual li agafà molt d'afecte després d'escoltar-lo en un concert. Estudià harmonia i composició amb el professor Barbereau. Durant molts anys fou l'acompanyant de tots els artistes que arribaren a París. Des de 1848 es dedicà a l'ensenyança, sense deixar de compondre per al piano, formant la seva obra un total d'un centenar de composicions, que foren editades per diverses editores.
Entre les seves composicions figuren en primer lloc la Sèrie de seize ouvertures célebres, transcrites pour deux pianos à huit mains, Etudes mélodiques (op. 6), Exercices progresifs (op. 11), Exercices et preludes dans le tons majeurs et mineurs (op, 41), Nocturnes (op. 8 i 10), Le couvre-feu, Villanelle (op. 38), melodia; L'Automne (op. 46), melodia; Chant du matin (op. 46), Dix Melodies de Mozart (op. 51), transcrites per a piano, i algunes altres molt notables.